# Decauville-Bahn des Grande-Goutte-Steinbruchs
| Decauville-Dampflok Mathilde, Werks-Nr. 595/1911 |             |                                            |                                            |
| Ehemalige Trassen der Feldbahn (rot) und der Normal- spurbahn (schwarz-weiß) auf einer Karte von 2024 |             |                                            |                                            |
| Streckenlänge: | 2 km        |                                            |                                            |
| Spurweite: | wohl 600 mm |                                            |                                            |
| |             |                                            |                                            |
| \| \| 0,00 \| Talstation der Standseilbahn \| Talstation der Standseilbahn \| \| \| ≈0,45 \| Standseilbahn zum Grande-Goutte-Steinbruch \| Standseilbahn zum Grande-Goutte-Steinbruch \| \| \| \| \| \| \| \| ≈1,25 \| D 909 (ehem. N 409) \| D 909 (ehem. N 409) \| \| \| \| Bahnstrecke Toul–Rosières-aux-Salines \| \| \| \| ≈1,75 \| Maron \| Maron \| \| \| \| Bahnstrecke Toul–Rosières-aux-Salines \| \| |             |                                            |                                            |
| U-Bahn-Betriebs-/Güterbahnhof Streckenanfang (Strecke außer Betrieb) | 0,00        | Talstation der Standseilbahn               | Talstation der Standseilbahn               |
| U-Bahn-Abzweig geradeaus und nach links (Strecke außer Betrieb) · U-Bahn-Betriebs-/Güterbahnhof Streckenende und quer (Strecke außer Betrieb) | ≈0,45       | Standseilbahn zum Grande-Goutte-Steinbruch | Standseilbahn zum Grande-Goutte-Steinbruch |
| U-Bahn-Strecke nach halblinks und von halbrechts (außer Betrieb) |             |                                            |                                            |
| U-Bahn-Bahnübergang (Strecke außer Betrieb) | ≈1,25       | D 909 (ehem. N 409)                        | D 909 (ehem. N 409)                        |
| Strecke von rechts (außer Betrieb) · U-Bahn-Strecke (außer Betrieb) |             | Bahnstrecke Toul–Rosières-aux-Salines      | Bahnstrecke Toul–Rosières-aux-Salines      |
| Bahnhof (Strecke außer Betrieb) · U-Bahn-Betriebs-/Güterbahnhof Streckenende (Strecke außer Betrieb) | ≈1,75       | Maron                                      | Maron                                      |
| Strecke nach links (außer Betrieb) |             | Bahnstrecke Toul–Rosières-aux-Salines      | Bahnstrecke Toul–Rosières-aux-Salines      |

Die Decauville-Bahn des Grande-Goutte-Steinbruchs (Chemin de fer Decauville de la carrière de la Grande-Goutte) war eine etwa zwei Kilometer lange Feldbahn vom Grande-Goutte-Steinbruch zum Bahnhof von Maron an der Normalspur-Bahnstrecke Toul–Rosières-aux-Salines in Lothringen (seit 2015 Region Grand Est).

## Beschreibung
Die Decauville-Bahn mit einer Spurweite von wohl 600 mm wurde von 1911 bis Ende der 1930er Jahre betrieben.
Im Grande-Goutte-Steinbruch wurde Kalkstein (Travertin, Castine Maron) als Flussmittel für die Hochöfen von Neuves-Maisons abgebaut. Bei hohen Temperaturen zerfällt er in Kohlendioxid und Calciumoxid, das Teil der Schlacke ist, in der sich die Verunreinigungen aus den Rohstoffen sammeln.

## Geschichte

### Eröffnungsfeier
Am Sonntag, dem 11. Juni 1911, wurde in der kleinen Ortschaft Maron, die an der Mosel am Fuß des Plateaus von Haye liegt, mit einem großen Bankett unter freiem Himmel und zahlreichen Gästen die Eröffnung der Feldbahn gefeiert. Die L. Bloch & Cie besaß die alten Steinbrüche von Sainte-Anne bei Sexey-aux-Forges und hatte um 1910 den Grande-Goutte-Steinbruch auf dem Gebiet von Maron erworben. Um 14:00 Uhr, unmittelbar nach der Ankunft des Zuges aus Nancy, drängten sich etwa hundertfünfzig Gäste, darunter viele Damen und Mädchen, in ein großes Zelt, das am Fuße des Grande-Goutte-Steinbruchs aufgestellt worden war.
Viele Fachleute waren bereits am Morgen in Maron eingetroffen und hatten bis zur Ankunft der Gäste eine gewissenhafte Besichtigung der beiden Steinbrüche unternommen. Die Kulisse war äußerst reizvoll: Das Zelt war mit Laub und dreifarbigen Fahnen geschmückt; auf dem Tisch standen sommerliche Rosengestecke.
Das Personal der Steinbrüche wurde nicht vergessen und auch ihm wurde unter den Lauben der Betriebskantine ein Bankett serviert. Am Ehrentisch saß der Direktor der Gesellschaft, Lucien Bloch, mit den Herren Schertzer, Generalrat des Departements Meurthe-et-Moselle, Mathis, Generalrat des Departements Vosges, Chotain und Cahen, seinen Teilhabern, und Bouvier, dem Bürgermeister von Maron, an seiner Seite. Unter den Gästen waren der gesamte Gemeinderat von Maron sowie die meisten Bauunternehmer und Vertreter von Baumaterialien aus Nancy und der Region. Beim Dessert bedankte sich Bloch herzlich bei allen Gästen, die seiner Einladung gefolgt waren, und erklärte, wie sehr ihm die öffentlichen und privaten Verwaltungen, die Gemeinde Maron und der Bürgermeister von Maron seine Arbeit erleichtert hätten. Er dankte auch der Bevölkerung von Maron für den herzlichen Empfang, den sie dem Unternehmen bereitet hatte, und versicherte all seinen Mitarbeitern seine Fürsorge und sein Engagement. Ein Großteil der Bevölkerung von Maron kam, um das Platzkonzert zu hören. Ein Fahrdienst von Berliet brachte die Gäste zurück zum Bahnhof.

### Schienenfahrzeuge
Die Decauville-Lokomotive spielte bei der Feier eine wichtige Rolle: Sie wurde auf den Namen Mathilde getauft, bevor Madame Cahen an alle Besucher Süßigkeiten verteilte. Man hatte die Lok aus ihrem Schuppen geholt, um darin die Feldküche des Oberkellners Wagner einzurichten. Frisch lackiert und mit dem glänzenden Stahl ihrer Steuerung machte sie einen anmutigen Eindruck. Die 65 Kipploren, die für den Transport des Gesteins verwendet wurden, standen ebenfalls in einer langen Reihe auf den Abstellgleisen. Für den feierlichen Anlass wurden sie etwas aufgeputzt.

### Das Unternehmen L. Bloch & Cie
Das noch junge Unternehmen L. Bloch & Cie zielte zunächst auf die Ausbeutung des Kalksteinbruchs auf dem Bauernhof Sainte-Anne, dem ehemaligen Steinbruch Brasseur ab. In diesem Steinbruch wurden hochwertige Bruchsteine produziert, die für Unterwasserarbeiten und als Steinschüttung sehr geschätzt wurden. Das Gestein eignete sich auch hervorragend als geschliffener Stein für den Innenausbau. Die Nancyer Bauindustrie wurde von Beginn des Betriebs an größtenteils von dort aus beliefert: Darunter waren das Nachtasyl von Nancy (Firma Luquet & Teyton), die neuen Schlachthöfe von Nancy (Firma Lioret), das Bayon-Hospiz (Firma Masson, Lunéville), die Pompey-Walzwerke (Firma Chéry), Büros und Häuser der Société Métallurgique de Neuves-Maisons (Firma Evrard, I. aus Nancy) und zahlreiche Privathäuser, die der Bauunternehmer Guillemin auf der Place de la Croix-de-Bourgogne aus Schutt des Steinbruchs Sainte-Anne errichtete. Auch die Steinsäule an der Ecole des Beaux-Arts in Nancy stammt aus diesem Steinbruch (Unternehmer Lioret).
Der Steinbruch Sainte-Anne lieferte ein sehr kalkhaltiges und wenig silikatisches Castin, weshalb es bei metallurgischen Betrieben in der Region für die Verarbeitung von Eisenerz begehrt war. Auf diese Weise lieferte das Unternehmen Bloch et Cie um 1911 etwa 450 Tonnen Flussmittel pro Tag an die Hochöfen von Neuves-Maisons. Auch die Hochöfen der Soudières de la Madeleine in Pompey im Nordosten von Lothringen verwendeten dieses Gestein.

### Betrieb
Die Steine wurden mit einer Standseilbahn, d. h. mit durch ein Stahlseil verbundenen Kipploren, die auf einer schiefen Ebene rollten, aus dem Steinbruch abgesenkt. Dafür gab es 80 Kipploren, die anschließend der Mosel entlang zu einem Schiffsanleger gebracht wurden, um dort direkt in die Boote entladen zu werden.
Maison Bloch & Cie beschränkte seine Aktivitäten nicht auf die Ausbeutung von Bruchsteinen und Kalkstein. Dank intelligenter Prospektion entdeckte sie in Grande-Goutte einen neuen Steinbruch, dessen Produkte denen des vorherigen noch überlegen waren. Tatsächlich wurde in diesem Steinbruch nicht nur Schotter und Kalkstein produziert, sondern vor allem ein geschnittener Stein, der für Außenarbeiten geeignet war und mit den Steinen von Lérouville und Euville konkurrieren konnte.
Die Gesteinsschichten waren sehr dick, durchschnittlich 60 Zentimeter bis einen Meter, und einige erreichten sogar 1,60 m. Dieser Stein ist absolut frostsicher und sehr widerstandsfähig. Die im Mai und Oktober 1910 vom Labor der Fakultät für Naturwissenschaften in Nancy durchgeführten Analysen der Produkte dieser beiden Steinbrüche lieferten Ergebnisse, die alle Erwartungen übertrafen. Das Unternehmen Bloch & Cie betrieb seinen neuen Steinbruch auf völlig moderne Weise, um seine Gemeinkosten auf ein Minimum zu reduzieren und so mit ähnlichen Produkten aus anderen Regionen vorteilhaft konkurrieren zu können. Die privilegierte Lage des Hofes in der Nähe der Eisenbahn und des Kanals erleichterte diese Aufgabe erheblich.
Vom Steinbruch aus wurden die Wagen über eine von Decauville gelieferte Standseilbahn herabgelassen, die der Maschinenbauer Colson aus Ludres zusammenbaute. Diese Wagen zog die Dampflok entweder zu einer Rampe entlang des Kanals oder zu einer anderen Rampe am Bahnhof Maron, um dort automatisch in Boote oder Waggons entladen zu werden.
Der Steinbruch war durch die Decauville-Bahn an die Eisenbahn angeschlossen. Die Kipploren, die die schiefe Ebene verließen, wurden in 12er-Zügen gruppiert und von der kleinen Dampflokomotive, die durchschnittlich drei Fahrten pro Stunde durchführte, zur Verladerampe am Bahnhof gebracht. Die gesamten Schienenfahrzeuge für den neuen Steinbruch wurden von Decauville geliefert, die eine große Niederlassung in Nancy, 46, rue des Carmes, hatten.
Die Lokomotive mit einer Leistung von etwa 50 PS (37 kW) hatte zwei gekoppelte Achsen und dahinter eine Nachlaufachse. Ihr Gewicht betrug 7,5 Tonnen leer und 9,75 Tonnen dienstbereit. Ihr Kessel hatte einen Nenndruck von 12 bar, die Zugkraft betrug 1720 kg.
Die Kipploren mit einem Fassungsvermögen von 1,5 m³ waren zu dieser Zeit hochmodern. Eine Halbkippvorrichtung vereinfachte das Beladen: Insbesondere bei Erdarbeiten mit der Schaufel wurde die Wurfhöhe reduziert, was zu einer erheblichen Zeit- und Arbeitsersparnis führte. Ein automatischer Stopper ermöglichte das Verriegeln der Kippmulde in einer Zwischenposition zwischen der horizontalen Position und der geneigten Position. Das Manövrieren der Kippmulde war sehr einfach und erforderte nur einen geringen Kraftaufwand. Die Kippmulden bestanden aus mit Winkeleisen verstärktem Stahlblech. Das Chassis war aus Stahl und wurde durch einen Stahlabstandshalter verstärkt, der die beiden Längsträger verband. Die Achsen bestanden aus Stahl. Die Stahlgussräder wurden auf die Achsen aufgekeilt. Die Gesamtkonstruktion war extrem steif und solide, so dass sie den heftigen Stößen, die im Steinbruch auftreten konnten, ohne Bedenken standhielten.
Abgerundet wurde die Anlage durch mehrere Kantinen, in denen 80 unverheiratete, nicht ortsansässige Arbeiter untergebracht und verpflegt wurden. Für das Projekt war es notwendig, zahlreiche Spezialisten nach Maron zu holen. Zwar gab es auch in Maron Arbeitskräfte, aber die Bevölkerung war dort hauptsächlich im Weinbau tätig. Da der Betrieb eines Steinbruchs nicht über Nacht improvisiert werden konnte, mussten ortsansässige Arbeiter von erfahrenen, auswärtigen Steinbrucharbeitern ausgebildet werden. Den jungen Leuten in Maron bot der Steinbruch eine lukrative Arbeitsstelle. Sie mussten nicht mehr in die Großstadt auswandern, um dort eine lohnende Arbeit zu suchen, die ihnen der Weinberg nicht gab. In der geringen Freizeit, die ihnen Steinbrucharbeit ließ, bewirtschafteten sie ihre Weingärten weiterhin.
Es war geplant, dass das Unternehmen im Vollbetrieb 2500 Mitarbeiter beschäftigen sollte. Ein oberhalb der neuen Steinbrüche gelegenes Pulvermagazin, in dem 300 Kilogramm Pulver untergebracht waren, war ein architektonisches Kunstwerk. Die Gewinnung des Kalksteins erfolgte mit Sprengstoffen, insbesondere mit Cheddit. Die Sprenglöcher wurden anfänglich mit Stangen gebohrt, aber sobald die Stromleitung der Compagnie lorraine d’Électricité im Moseltal verlegt wurde, sollten elektrische Bohrmaschinen zum Einsatz kommen. Ebenso sollte eine Elektrowerkstatt zum Abtragen und Schneiden des Steins eingerichtet werden.
Die Wasserversorgung war Gegenstand interessanter Arbeiten, sie wurde Delanizeul & Hannesse in Nancy anvertraut, die nach Absprache mit den betroffenen Verwaltungen einen Teil des aus den Galerien der Grande-Goutte kommenden Wassers auffingem und in die nahegelegenen Steinbrüche leitete. Über diese Leitung wurden alle Erfordernisse des Unternehmens erfüllt: Kantinen, verschiedene Gebäude, Hydranten für die Brandbekämpfung, Stromversorgung für die Maschinen, Trinkwasserbrunnen für Arbeiter usw. Darüber hinaus hatte das Unternehmen ein eisernes Boot für den Transport erworben, und weitere Boote sollten noch beschafft werden. Anfangs wurden 22 Normalspur-Eisenbahnwagen mit Selbstentladung bestellt, die jeweils 20 Tonnen Steine transportieren konnten.
Die Tagesproduktion betrug um 1911 etwa 600 Tonnen. Wenn der Steinbruch Grande-Goutte voll in Betrieb war, sollte die Produktion auf 1000 Tonnen pro Tag gesteigert werden.
Die Gesundheitsvorsorge wurde vom Unternehmen nicht vernachlässigt. Ein Hilfsfonds wurde gegründet, und ein medizinischer Dienst für die Mitarbeiter wurde eingerichtet. Damit wollte das neu gegründete Unternehmen nicht nur Nancy und dem Département ein neues Element für das Gesundheitswesen bieten, sondern der Weinbaubevölkerung des Moseltals insgesamt und insbesondere Maron.
Die Schließung des Steinbruchs war wohl auf die veränderte Nachfrage nach der Stilllegung der letzten Hochöfen in Saint-Dizier (Werk Marnaval) zurückzuführen, die sich damals im Besitz der S.A. des Aciéries de Micheville befanden.